# Declan Rice
Declan Rice (London, 1999. január 14. –) ír és angol válogatott labdarúgó, az Arsenal játékosa.
Rice az angol West Ham United csapatában kezdte pályafutását, mielőtt 2023-ban brit átigazolási rekord összegért elhagyta a klubot.

## Pályafutása

### Klubcsapatokban
2006-ban, hétévesen csatlakozott a Chelsea akadémiájához.

#### West Ham United
2014-ben tovább állt a West Ham United csapatához. 2015. december 16-án, nem sokkal átigazolása után egy évvel aláírta első profi szerződését a klubbal. 2017. május 21-én mutatkozott be az első csapatban tétmérkőzésen, amikor Slaven Bilić a ráadásban cserélte be Edimilson Fernandes helyére. 2018 áprilisában az év játékosa választáson Marko Arnautović mögött a második helyen végzett klubjában. December 28-án 2024-ig meghosszabbította szerződését  klubbal. 2019. január 12-én megszerezte első gólját az Arsenal elleni bajnoki találkozón, a 48. percben Samir Nasri passzából 11 méterről a bal felső sarokba lőtte a labdát. December 28-án először volt klubjában csapatkapitány, a Leicester City ellen 2–1-re elvesztett bajnoki találkozón. 2021. szeptember 16-án első nemzetközi mérkőzésén lépett pályára a horvát Dinamo Zagreb ellen 2–0-ra megnyert Európa-liga mérkőzésen, amelyen az 50. percben gólt szerzett. A szezon végén bekerült a szezon csapatába. 2023. április 20-án megszerezte első gólját az UEFA Konferencia Ligában a belga Gent ellen. Június 7-én csapatával megnyerték a kupát az olasz ACF Fiorentina ellen. Másnap megválasztották a Konferencia Liga legjobb játékosának a szezonban nyújtót teljesítménye alapján, valamint a szezon csapatába is bekerült.
2023 júliusában a West Ham bejelentette, hogy Rice brit rekordösszegért elhagyta a csapatot.

### A válogatottban
Végigjárta az ír korosztályos válogatottakat. 2018. március 23-án Törökország ellen mutatkozott be a felnőtt válogatottban. 2019 elején döntött arról, hogy az ír válogatottságáról lemond és helyette az angol nemzeti csapatban folytatja a nemzetközi szereplést.
Miután a Nemzetközi Labdarúgó-szövetség engedélyt adott a váltásra, Rice 2019 márciusában meghívót kapott az angol válogatott keretébe.

## Sikerei, díjai

### Klub
- West Ham United
  - UEFA Konferencia Liga: 2022–23[23]

- Arsenal
  - Angol szuperkupa: 2023

### Egyéni
- West Ham United – Az év fiatal játékosa: 2016–17,[24] 2017–18,[25] 2018–19[26]
- West Ham United – Az év játékosa: 2019–20, 2021–22, 2022–23[27][28]
- Írország – Az év U17-es játékosa: 2016[29]
- Írország – Az év fiatal játékosa: 2018[30][31]
- Európa-liga – A szezon csapatának tagja: 2021–22[32]
- UEFA Konferencia Liga – A szezon csapatának tagja: 2022–23[33]
- UEFA Konferencia Liga – A szezon játékosa: 2022–23[18]